# Willie Steele
Pour les articles homonymes, voir William Steele.
William Samuel « Willie » Steele (né le 14 juillet 1923 à Seeley et mort le 19 septembre 1989 à Oakland) est un athlète américain spécialiste du saut en longueur.

## Biographie
Étudiant à l'Université d'État de San Diego, il établit la marque de 7,81 m en 1942, à l'âge de 19 ans. Mobilisé durant la Seconde Guerre mondiale, Willie Steele fait son retour à la compétition en 1946 et domine dès lors la discipline durant près de trois saisons. En 1947, il réalise avec 8,07 m la deuxième meilleure performance de tous les temps, derrière le record du monde détenu par Jesse Owens (8,13 m). Il remporte la médaille d'or des Jeux olympiques de Londres de 1948 avec un saut à 7,82 m, devançant son second de près de trente centimètres. 
Willie Steele se caractérise par son utilisation d'une longue course d'élan (une cinquantaine de mètres environ) et par un saut rasant effectué en double pédalage.
En 2009, Willie Steele est élu au Temple de la renommée de l'athlétisme des États-Unis.

## Palmarès
| Année | Compétition     | Lieu    | Résultat | Marque |
| ----- | --------------- | ------- | -------- | ------ |
| 1948  | Jeux olympiques | Londres | 1er      | 7,82 m |

## Sources
- Robert Parienté et Alain Billouin, La Fabuleuse Histoire de l'athlétisme, pages 627 et 628, Paris, Minerva 2003